# Ctenotus quattuordecimlineatus
Ctenotus quattuordecimlineatus är en ödleart som beskrevs av  Richard Sternfeld 1919. Ctenotus quattuordecimlineatus ingår i släktet Ctenotus och familjen skinkar. Inga underarter finns listade i Catalogue of Life.